# لي سي-جونغ
لي سي-جونغ هو سياسي كوري جنوبي، ولد في 18 أبريل 1947 في مدينة تشنغجو في كوريا الجنوبية. نشط حزبياً في الحزب الديمقراطي الكوري. في الانتخابات التشريعية الكورية الجنوبية 2004 ‏، انتخب عضو الجمعية الوطنية الكورية الجنوبية ‏ عن دائرة  خلال فترته النيابية ‏ (30 مايو 2004 – 29 مايو 2008) وانتخب عضو الجمعية الوطنية الكورية الجنوبية ‏ عن دائرة  خلال فترته النيابية ‏ (30 مايو 2008 – 12 أبريل 2010) وانتخب عضو الجمعية الوطنية الكورية الجنوبية ‏.